# Hernán Ruiz le Vieux
Pour les articles homonymes, voir Hernán Ruiz.
Hernán Rodríguez Ruiz, dit Hernán Ruiz le Vieux (Hernán Ruiz el Viejo, ou Hernán Ruiz I) est un architecte espagnol, né à Burgos vers 1475 et décédé à Cordoue en 1547. Il figure parmi les architectes les plus reconnus de l'Espagne de la Renaissance, en raison du grand nombre d'œuvres qui lui sont dues. 

## Biographie
Il exerça surtout ses talents en Andalousie, où il introduisit le style plateresque.
Ses interventions les plus remarquables eurent lieu à la cathédrale de Cordoue, dont il supervisa les travaux de 1523 à sa mort dans cette même ville en 1547. Il dessina les plans de la Chapelle Majeure (Capilla Mayor) élevée au cœur de la cathédrale (ancienne mosquée des Omeyyades), ainsi qu'une partie du transept de celle-ci, des voûtes de nombreuses chapelles du monument, ainsi que le plan définitif du Patio des Orangers (Patio de los Naranjos), atrium de la cathédrale, tel qu'il subsiste jusqu'à nos jours. Son fils Hernán Ruiz le Jeune (ou Hernán Ruiz II) lui succéda dans ces travaux de la cathédrale de Cordoue. Son petit-fils enfin, Hernán Ruiz III, prend la succession de ses pères et sera le maître-d'œuvre le plus influent pour établir les plans du campanile de la cathédrale, haut de 93 mètres.
Hernán Ruiz I travailla également à la construction de plusieurs édifices andalous, dont la cathédrale de la Campiña (es) à Bujalance, et l'Hôpital de la Charité à Cordoue (aujourd'hui musée des beaux-arts de cette ville).